# Egon Pedersen
Egon Pedersen (født 20. april 1946 i Frederiksværk, Danmark) er en dansk tidligere roer.
Pedersen var med ved OL 1972 i München, hvor han sammen med Peter Christiansen, Willy Poulsen og Rolf Andersen udgjorde den danske firer uden styrmand. Danskerne lykkedes med at kvalificere sig til finalen, hvor man dog sluttede på en 6.- og sidsteplads.